# Coccinella

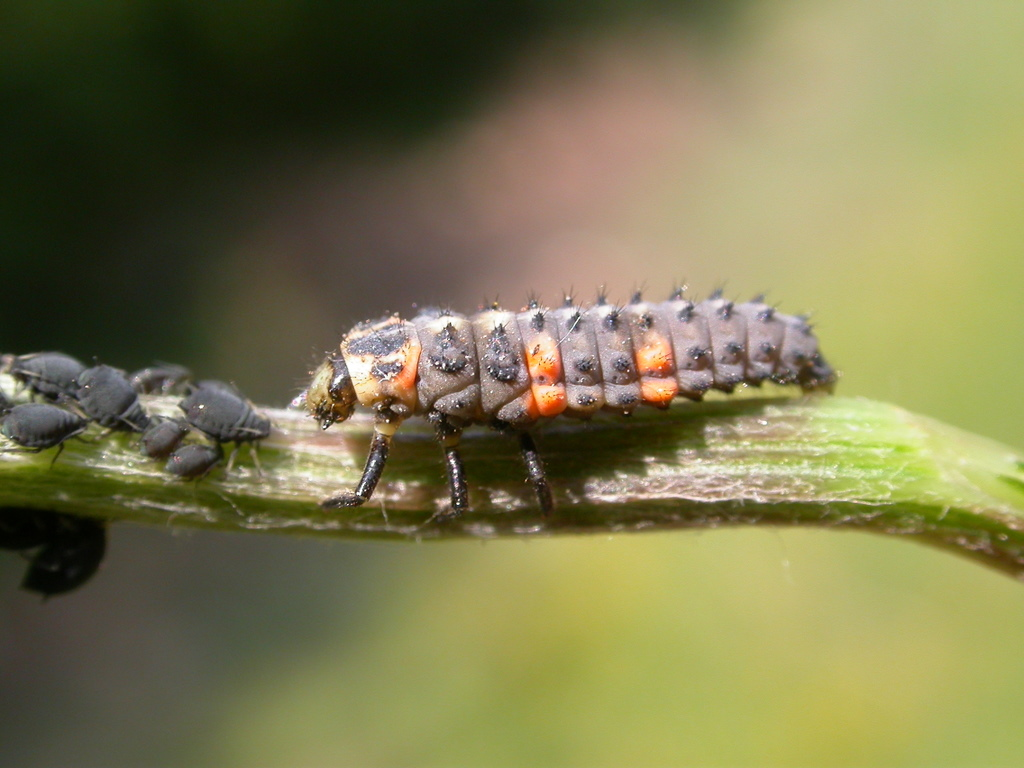
Larwa biedronki siedmiokropki

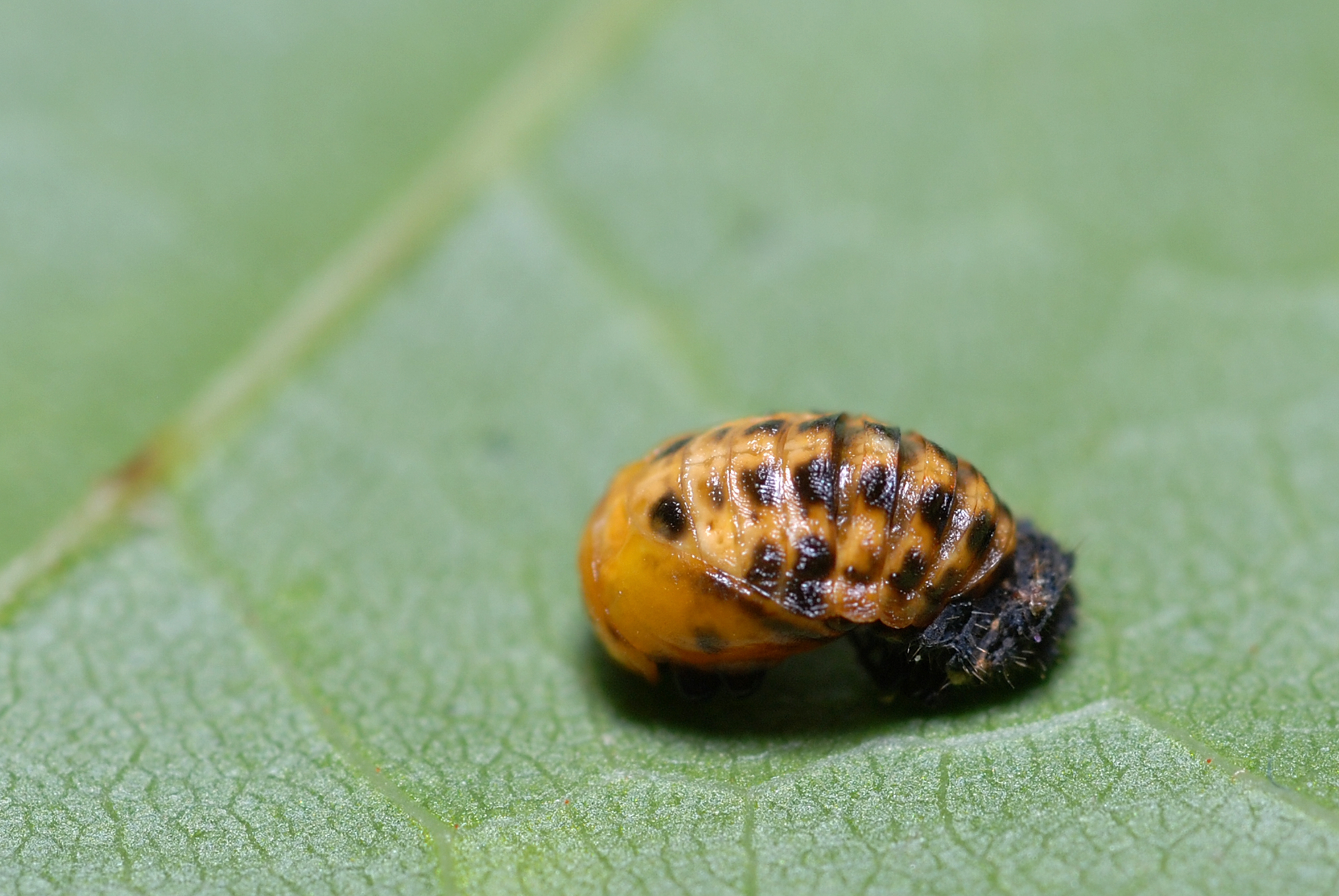
Poczwarka C. hieroglyphica

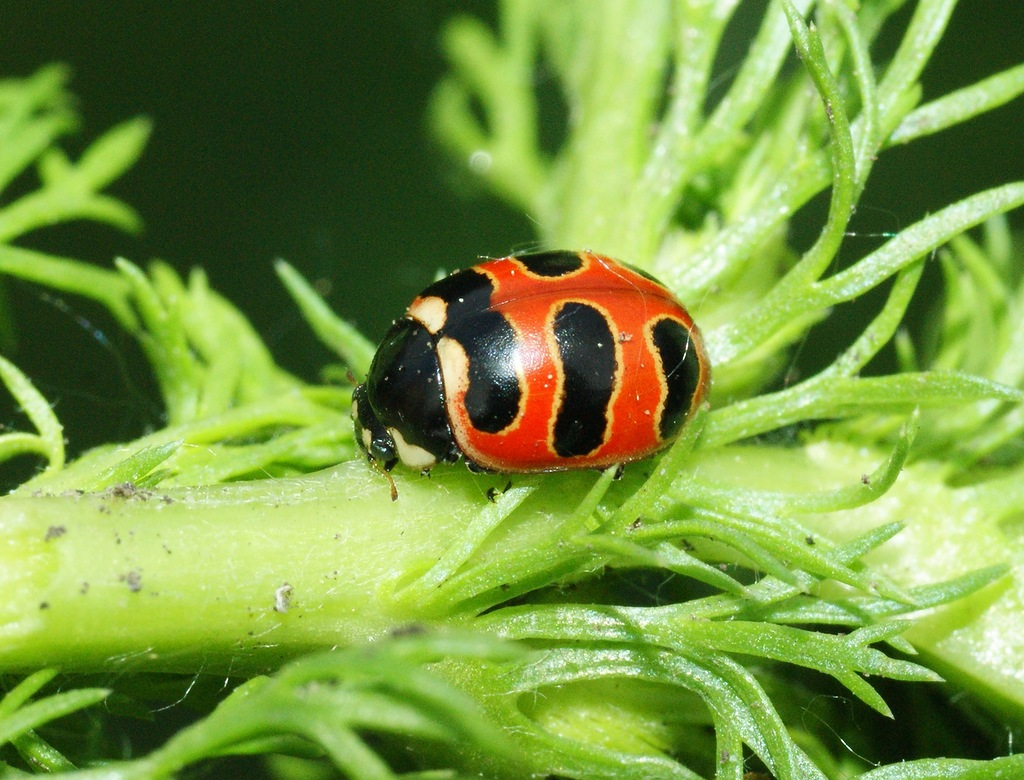
Coccinella trifasciata

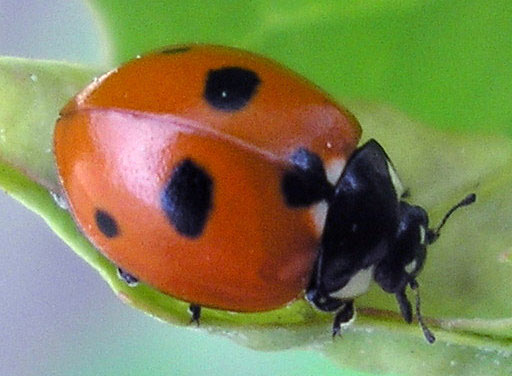
biedronka pięciokropka (C. quinquepunctata)

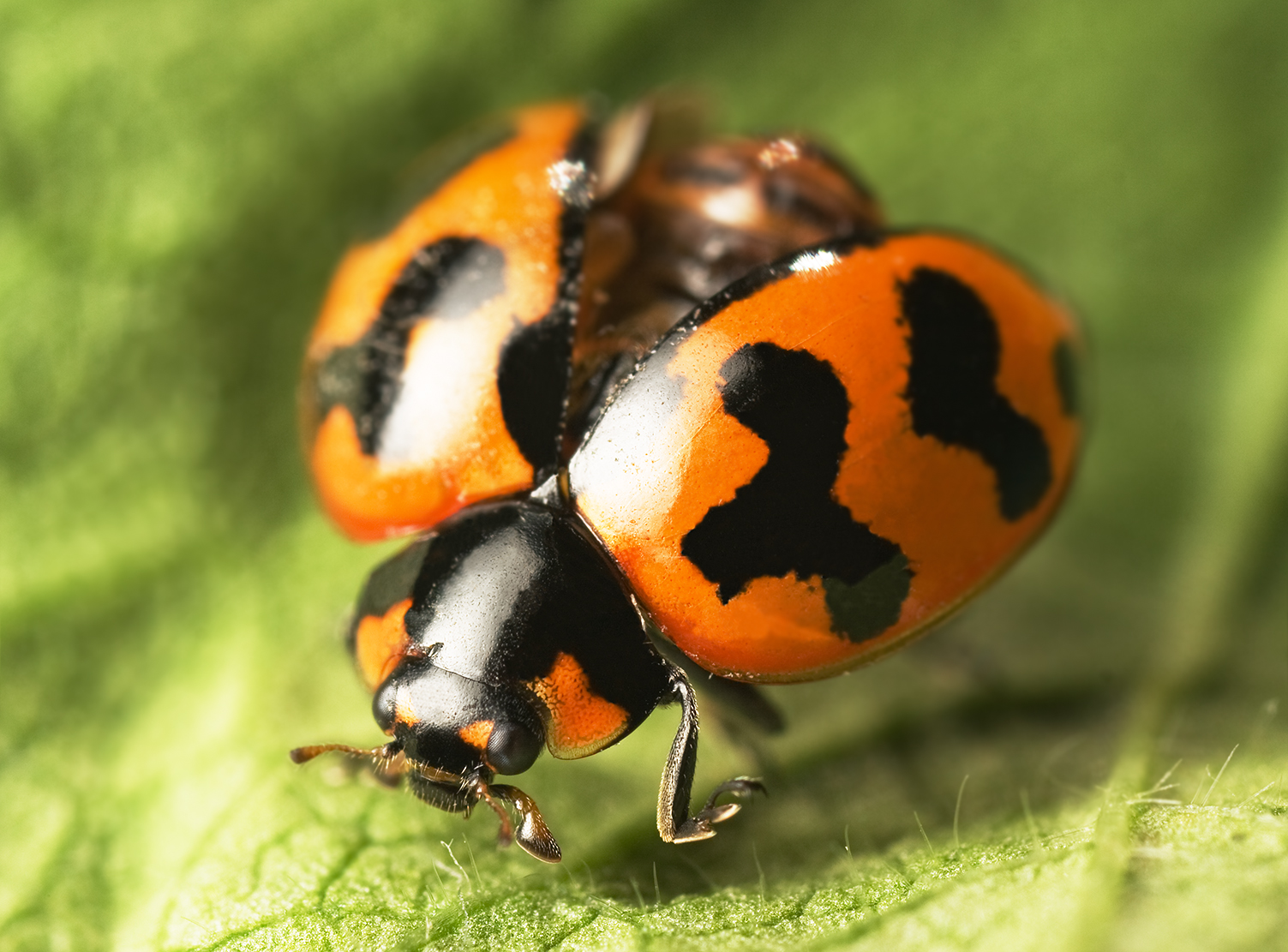
Cocccinella transversalis

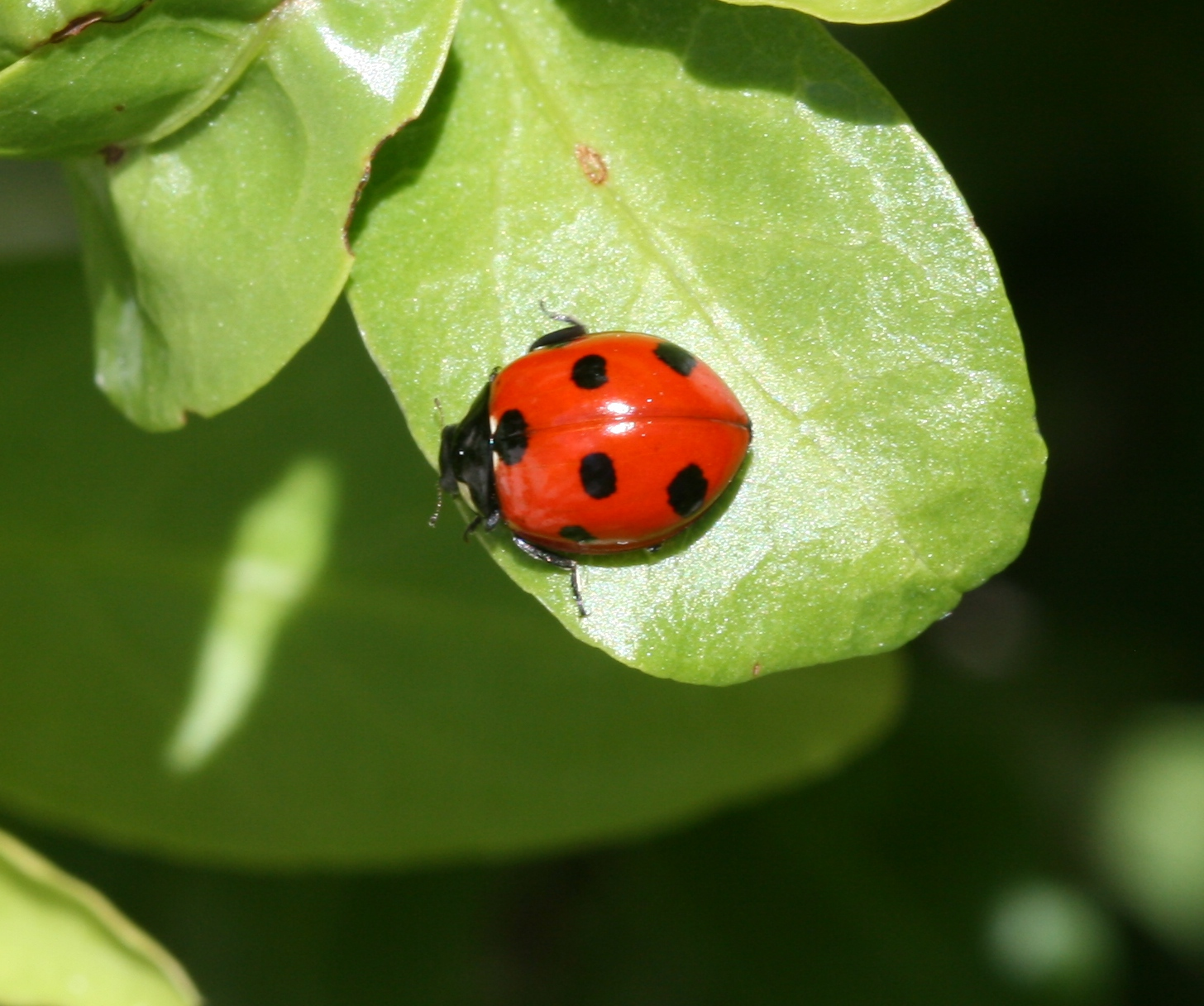
Coccinella algerica

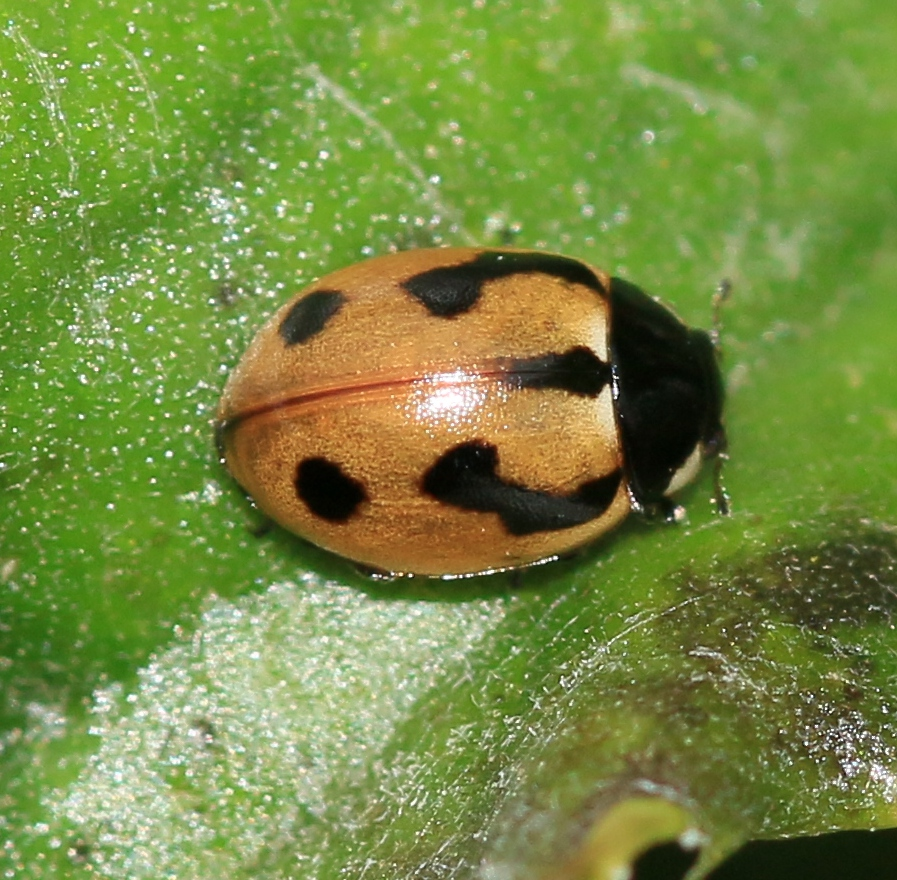
Coccinella hieroglyphica

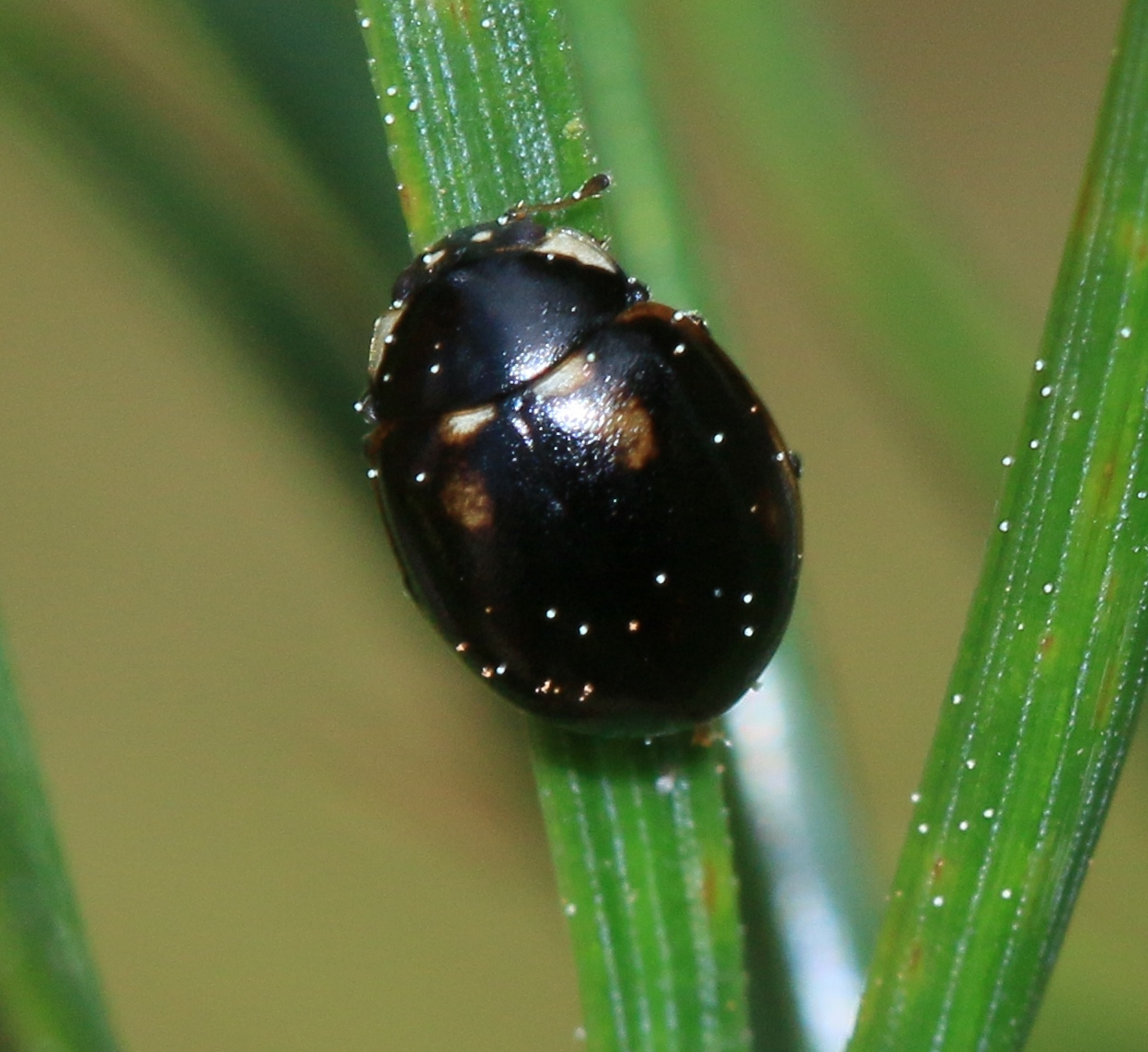
Forma czarna C. hieroglyphica

Coccinella – rodzaj chrząszczy z rodziny biedronkowatych. Obejmuje gatunki o wypukłym, kontrastowo ubarwionym ciele długości 4–7 mm, z charakterystycznymi jasnymi plamami w przednio-bocznych częściach przedplecza i niepełnymi, ćwierćkolistymi liniami zabiodrowymi. Większość gatunków holarktyczna, nieliczne znane z krainy orientalnej i australijskiej. Dorosłe i larwy odżywiają się głównie różnymi gatunkami mszyc.

## Taksonomia
Rodzaj ten wprowadzony został już w 1758 roku przez Karola Linneusza w dziesiątej edycji Systema Naturae z 36 gatunkami. Pierre-André Latreille wyznaczył w 1810 roku C. septempunctata gatunkiem typowym rodzaju. Pierwszą precyzyjną definicję rodzaju podał w 1925 roku Theodosius Dobzhansky bazując na cechach narządów rozrodczych samców i samic oraz wzorze ubarwienia i oddzielając rodzaj Coccinella od rodzajów Synharmonia (obecna Oenopia) i Coccinula. W 1962 W.J. Brown dokonał rewizji gatunków z rodzaju występujących w Stanach Zjednoczonych i Kanadzie, a w 1967 opublikował przegląd rekordów z Meksyku. W 1979 roku S.M. Jabłonkow-Chnozorian dokonał zmian w podziale rodzaju na podrodzaje, a w 1982 roku opublikował monografię palearktycznych Coccinellini, w której m.in. podał charakterystykę narządów rozrodczych większości palearktycznych gatunków rodzaju. Analogiczną pracę dotyczącą gatunków ze Stanów Zjednoczonych i Kanady opublikował w 1985 roku Robert D. Gordon.

## Morfologia

### Owad dorosły
Chrząszcze o krótkim, zwykle silnie wypukłym ciele, w obrysie owalnym do prawie okrągłego. Ich długość wynosi od 4 do 7 mm. Na czarnej głowie obecne dwie jasne plamki przy oczach, jasna przepaska lub głowa całkiem czarna. Czasem przednia krawędź głowy zażółcona. Nadustek o prawie ściętym wierzchołku. Żuwaczki o dwóch nieząbkowanych dodatkowo zębach. Odnóża ubarwione czarno, czułki i głaszczki czarno lub ciemnobrunatno. Buławka czułków o ściśle połączonych członach, z których przedostatni jest wyraźnie szerszy niż dłuższy. Przedplecze czarne z dwiema dużymi, białymi plamami kształtu trapezowatego lub trójkątnego, położonymi w częściach przednio-bocznych. Przedpiersie płaskie, na wyrostku z dwoma zbieżnymi lub równoległymi żeberkami. Śródpiersie na przodzie niewcięte, z tyłu ścięte, o wyrostku z dwoma niedochodzącymi do jego przedniej krawędzi żeberkami. Episternity zatułowia są czarne do czarnobrunatnych. Tło pokryw ma kolor czerwony lub żółty, a plamy na nim są czarne. Wierzchołek pokryw przy szwie niewcięty. Brzegi boczne pokryw gwałtownie podgięte, tworzą płaskie epipleury. Na pierwszym widocznym sternicie odwłoka obecna niekompletna linia udowa (zabiodrowa), tworząca ćwierćkole. Golenie środkowej i tylnej pary odnóży z dwiema ostrogami. Pazurki z zębem kształtem zbliżonym do kwadratu, położonym nasadowo lub pośrodkowo. Samce odznaczają się symetrycznymi narządami rozrodczymi, a samice obecnością infundibulum.
Rozróżnienie płci u biedronkowatych jest dość trudne. L. Stellwag i J.E. Losey przebadali pod kątem zewnętrznych cech płciowych 13 gatunków z rodzaju Coccinella. U 10 z nich samce odróżniały się od samic obecnością jasnych plam na biodrach, a u 5 ponadto obecnością pasów na udach. Pod kątem dymorfizmu końcowych sternitów odwłoka przebadano 12 gatunków północnoamerykańskich. Samce dziesięciu wyróżniały się wcięciem na tylnej krawędzi siódmego sternitu (piątego wentrytu), a pozostałych dwóch wcięciem na tylnej krawędzi ósmego sternitu. U samic tylny brzeg odpowiedniego sternitu był prosty. Wycięcie umożliwia samcom wygięcie odwłoka w czasie kopulacji. Dymorfizm płciowy przejawiać się może również w ubarwieniu przedplecza i rozmiarach ciała (samice większe od samców), jednak te metody rozpoznawania płci są obarczone większym ryzykiem pomyłki.

### Larwa
Głowa z wyraźnymi szwami czołowymi. Aparat gębowy z żuwaczkami wyposażonymi w retynakulum i ząb przedwierzchołkowy, a u wierzchołka podzielonymi na dwa zęby. Brak na żuwaczkach piłkowania. Pazurek stopy (tarsungulus) z wyrostkiem u nasady. Terga śródtułowia i zatułowia z dwoma sklerytami. Odwłok o tergach od pierwszego do ósmego wyposażonych albo w krótkie parascoli, albo w strumae; każda z tych struktur opatrzona kilkoma chalazae różnej wielkości. Dziewiąty tergit odwłoka o kompletnej, pozbawionej środkowego wyrostka krawędzi tylnej.

## Biologia
Przedstawiciele rodzaju są przede wszystkim mszycożercami. Do ich ofiar należą: Acyrthosiphon carnosum, Acyrthosiphon dirhodum, Acyrthosiphon pisum, Acyrthosiphon solani, Acyrthosiphon urticae, Amphorophora rubi, Anuraphis farfarae, Aphis citricola, Aphis craccivora, Aphis epilobii, Aphis fabae, Aphis forbesi, Aphis gossypii, Aphis helianthi, Aphis jacobaeae, Aphis nerii, Aphis pomi, Aphis rumicis, Aphis sambuci, Aphis urticata, Aphis viburni, Brachycaudus cardi, Braehycaudus helichrysi, Brevieoryne brassieae, Caehryphora serotinae, Capitophorus, Cavariella aegopodii, Cavariella essigi, Chromaphis juglandicola, Cryptomyzus ribis, Cuernavaea noxius, Daetynotus ambrosiae, Dactynotus cirsii, Dactynotus erigeronensis, Daetynotus gobonis, Daetynotus sonehi, Drepanosiphum platanoidis, Dysaphis sorbi, Eriosoma lanigerum, Eucallipterus tiliae, Hyalopterus atriplicis, Hyalopterus pruni, Hyadaphis erysimi, Hyadaphis foeniculi, Hyperomyzus laetueae, Laingia psammae, Maerosiphoniella artemisiae, Macrosiphoniella frigidicola, Macrosiphum avenae, Macrosiphum euphorbiae, Maerosiphum rosae, Melanaphis saeehari, Melanoeallis earyaefoliae, Monellia earyella, Monelliopsis californica, Monelliopsis earyae, Monelliopsis nigropunctata, Myzaphis rosarum, Myzoeallis aselepiadis, Myzus cerasi, Myzus persicae, Nearetieaphis bakeri, Nearetaphis erataegifoliae, Pemphigus brevieornis, Pemphigus bursarius, Pherioaphis trifolii, Phorodon humuli, Pleotriehophorus, Rhopalosiphum padi, Sehizaphis graminum, Therioaphis riehmeri, Toxoptera aurantii, Tuberolaehnus salignus. Biedronki te żerują również na innych owadach, np. C. hieroglyphica odnotowana została jako efektywny drapieżnik larw szarynki grzybieniówki z rodziny stonkowatych.

## Rozprzestrzenienie
Rodzaj głównie holarktyczny. Nieliczne gatunki znane z krainy orientalnej i australijskiej. W Meksyku występuje 5 gatunków, a w Ameryce Północnej na północ od niego 12. Do fauny Europy należy 9 gatunków. W Polsce występuje 5 z nich.

## Gatunki
Należą tu m.in.:
- Coccinella adalioides Capra, 1944[2]
- Coccinella algerica Kovář, 1977
- Coccinella alpigrada (Iablokoff-Khnzorian, 1957)
- Coccinella alta W.J. Brown
- †Coccinella antiqua Heyden, 1862
- Coccinella barovskii Iablokoff-Khnzorian, 1970
- Coccinella californica Mannerheim, 1843
- Coccinella difficilis Crotch
- Coccinella fulgida Watson
- Coccinella genistae Wollaston, 1854
- Coccinella hieroglyphica Linnaeus, 1758 – biedronka hieroglifka
- Coccinella hodeki Kovar, 2005[2]
- Coccinella iranica Dobrzhanskiy, 1926
- Coccinella johnsoni Casey
- Coccinella lama Kapur, 1963
- Coccinella leonina Fabricius, 1775 – biedronka antypodka
- Coccinella luteopicta (Mulsant, 1866)
- Coccinella magnifica L. Redtenbacher, 1843 – biedronka wielkokropka
- Coccinella magnopunctata Rybakow, 1889
- Coccinella marussii Kapur, 1973
- Coccinella miranda Wollaston, 1864
- Coccinella monticola Mulsant
- Coccinella nepalensis Iablokoff-Khnzorian, 1982
- Coccinella nigrovittata Kapur, 1963
- Coccinella novemnotata Herbst, 1793
- Coccinella prolongata Crotch
- Coccinella quinquepunctata Linnaeus, 1758 – biedronka pięciokropka
- Coccinella redemita (Weise, 1895)[1]
- Coccinella saucerottii Mulsant, 1850
- Coccinella septempunctata Linnaeus, 1758 – biedronka siedmiokropka
- Coccinella tibetina Kapur, 1963
- Coccinella transversalis Fabricius, 1781
- Coccinella transversoguttata Faldermann, 1835 – biedronka plamopaskówka
- Coccinella trifasciata Linnaeus, 1758 – biedronka przepaskówka
- Coccinella undecimpunctata Linnaeus, 1758
- Coccinella venusta (Weise, 1879)